# Hausa
Hausa je naziv za etničku skupinu koja uglavnom živi u sjevernoj Nigeriji s oko 26 550 000 stanovnika ili 21% stanovništva i jugoistočnom Nigeru s oko 6 250 000 stanovnika ili 56% stanovništva. Veliki broj ih živi i u sjevernoj Gani - oko 150 000, Beninu oko 100 000, u Kamerunu približno 70 000, te u manjim zajednicama raštrkanim po zapadnoj Africi. Govore jezikom hausa  koji pripada afrazijskoj jezičnoj skupini. Ukupno ih je preko 33 milijuna i tvore najveću etničku skupinu u Zapadnoj Africi.
Kano se smatra središtem Hausa trgovine i kulture.
Hausa imaju drevnu i široko rasprostranjenu kulturu, poznatu po dugotrajnim vezama s Arapima. Hausa u 14. stoljeću preuzimaju islam, te su mnoge zapadnoafričke narode preobratili na islam kroz kontakte, trgovinu ili džihade.
Od 16. do početka 19. stoljeća Federacija Hausa, labava unija gradova-država bila je važnom regionalnom silom. Godine 1810. ju je porazio Usman dan Fodion i uveo u Carstvo Fulani. U sjevernoj Nigeriji smješteno je sedam tradicionalnih Hausa gradova: Biram, Daura, Gobir, Kano, Katsina, Rano i Zaria, koji su dugo vremena bili važna sjedišta vlasti.
Povijest naroda Hausa je zabilježena u kronici Kano.

## Vanjske poveznice
- Informacije o Hausa narodu na "Art and Life in Africa Online"